# 1954
Évszázadok: 19. század – 20. század – 21. század
Évtizedek: 1900-as évek – 1910-es évek – 1920-as évek – 1930-as évek – 1940-es évek – 1950-es évek – 1960-as évek – 1970-es évek – 1980-as évek – 1990-es évek – 2000-es évek
Évek: 1949 – 1950 – 1951 – 1952 –  1953 – 1954 – 1955 – 1956 – 1957 – 1958 – 1959

## Események
- január 12. – John Foster Dulles amerikai külügyminiszter bejelenti a tömeges megtorlás doktrínáját (bármely szovjet agresszióra atomcsapás a válasz).
- január 15. – A Katonai Felsőbíróság, mint másodfokú bíróság Péter Gábor és társai bűnügyében – zárt fellebbezési tárgyaláson – az első fokon meghozott ítéletet megerősíti.[1]
- január 17. – Milovan Đilast – az előző év decemberében megjelent, a rendszert bíráló – cikke miatt kizárják a Jugoszláv Kommunisták Szövetsége (JKSZ) Központi Bizottságából.[2]
- január 21. – Az Egyesült Államokban vízre bocsátják az első atommeghajtású tengeralattjárót, a „Nautilust”.
- március 10–17. – A Lengyel Egyesült Munkáspárt (PZPR) II. kongresszusának napirendjén többek között az ipar és a mezőgazdaság közötti aránytalanság felszámolása szerepel, továbbá elfogadják a párt új szervezeti szabályzatát. (A párt első titkárává Bolesław Bierutot választják, míg az államtanács kinevezi Józef Cyrankiewiczet a minisztertanács elnökévé.)[3]
- március 13. – 
  - Megkezdődik a Điện Biên Phủ-i csata Vietnámban.
  - Az Államvédelmi Hatóság volt vezetőjét, Péter Gábort életfogytiglani börtönbüntetésre ítélik.[4]
- március 20. – Az Magyar Dolgozók Pártja (MDP) Politikai Bizottságában élesen bírálják Rákosi Mátyás kongresszusi téziseit, mert az „elkeni” a hibákat.[5]
- április 8. – A Szlovák Kommunista Párt Központi Bizottsága deklarálja a reszlovakizáció érvénytelenségét.[6]
- április 21–24. – Pozsonyban lefolytatják a „burzsoá nacionalizmussal” vádolt Gustáv Husák és társai perét. (Vladimír Clementist már a Slánský-perben elítélték és 1952. december 3-án kivégezték. Husákot életfogytiglani, a többieket 10-22 év közti börtönbüntetésre ítélik.)[6]
- május 7.
  - Az észak-vietnámi Điện Biên Phủ kapitulációjával véget ért Indokínában a franciák gyarmati uralma.
  - Az Egyesült Királyság és az Egyesült Államok visszautasítja a Szovjetunió belépési ajánlatát az Észak-atlanti Szerződés Szervezetébe.
- május 9. – Átadják a tiszalöki vízierőművet.[4]
- május 15. – Alfredo Stroessner tábornok puccsal magához ragadja a hatalmat Paraguayban.
- május 19. – Rákosi az MDP Politikai Bizottság ülésén élesen szembehelyezkedik Nagy Imrének a politikai intézményrendszer reformjára vonatkozó terveivel.[5]
- május 23. – Magyar-angol futballmérkőzés Budapesten.
- május 24–30. – Az MDP III. kongresszusa. (A Központi Vezetőség beszámolóját Rákosi tartja, aki továbbra is első titkár marad, és beválasztják a párt vezető testületébe.)[5]
- május 29. – Szentté avatják X. Piuspápát.[7]
- június 11–15. – Prágában a Csehszlovákia Kommunista Pártja X. kongresszusán jóváhagyják a párt eddigi irányvonalát, ám fokozatos stabilizációt biztosító gazdasági programot fogadnak el. a párt első titkára ismét Antonín Novotný.[6]
- június 26. – A Szovjetúnióban, Obnyinszkban üzembehelyezik a világ első, villamosenergia-hálózatra csatlakozott atomerőművét.[8]
- július 15–16. – Ásványrárónál, Kisbodaknál és Dunakilitinél átszakad a Duna gátja, és 550 millió köbméter víz zúdul ki a folyóból, elöntve a Szigetköz jelentős részét.
- július 20. – Révfalut elönti a Duna vize, közel 1400 épület összedől és kétezernél több ház megrongálódik. Az árhullám július végén vonult le, ezután a károk helyreállítása 380 millió forintba kerül.
- július 31. – A K2 (tszf. 8611 m) hegycsúcs első megmászása.
- augusztus 30. – A francia nemzetgyűlés nem ratifikálja az Európai Védelmi Közösség létrehozásáról szóló szerződést.[9]
- szeptember – Hadrendbe állították az első amerikai atom-tengeralattjárót, a Nautilust.
- szeptember 8. – A manilai konferencián aláírják a Délkelet-ázsiai Szerződés Szervezete létrehozására vonatkozó szerződéseket.[10]
- szeptember 15. – Békéscsabán megalakul a Békés Megyei Jókai Színház (2012-től ismételten Békéscsabai Jókai Színház).
- szeptember 28–október 3. – Belgium, Kanada, Franciaország, NSZK, Olaszország, Luxemburg, Hollandia, Egyesült Királyság és az USA részvételével Londonban megtartják a Kilencek Konferenciáját, melyen az Európai Védelmi Közösség (EDC) alternatív megoldását keresi.
- október 1.–3. – Rákosi a Központi Vezetőség előtt lelkes hangnemben áll ki a gazdaságirányítás átalakításának programjáért.[5]
- szeptember 29. – Nyikita Hruscsov, a Szovjetunió Kommunista Pártja (SZKP) első titkára népes delegáció élén Kínába látogat, ami hozzájárul a gazdasági és katonai kapcsolatok kiszélesítéséhez. (Az október 12-éig tartó látogatás eredményeként kezdetét vette a kétoldalú viszony aranykora, benne a szovjet nukleáris technológia átadásáról született 1955-ös megállapodással.)[11]
- október 5. – A londoni egyezményben rendezik a Trieszti Szabad Terület kérdését; az A–zóna nagy része – a város is – Olaszországhoz kerül, a többi és a B–zóna Jugoszláviához.
- október 8. – Koholt vádak alapján – a bukaresti katonai bíróság – halálra ítéli Luka László korábbi román pénzügyminisztert. (Az ítéletet később életfogytiglani börtönbüntetésre változtatták.)[12]
- október 19. – A Cso-Oju (tszf. 8201 m) első megmászása.
- október 19–23. – Kilenc NATO–ország külügyminiszterének párizsi értekezlete.[13]
- október 23. – Francia-német megállapodás a Saar-vidékről.[9]
- október 23–24. – A Hazafias Népfront alakuló kongresszusán Rákosi Mátyást a szervezet alelnökévé választják.[5]
- november 1. – Ismeretlen tettesek 70 összehangolt merénylet-sorozatot hajtanak végre Algériában, ezzel kezdetét veszi az algériai függetlenségi háború.[14]
- november 5. – Csehszlovákiában a szabotázzsal vádolt Eduard Outrata perével lezárul a koncepciós perek időszaka. (1949 és 1954 között a politikai perek mintegy százezer – más források szerint 83 ezer – személyt érintettek. 40 ezer embert ítélnek 10 évnél hosszabb börtönbüntetésre, 233 halálos ítéletet hoznak, 178 esetben ezeket végre is hajtják. Valamennyi halálos ítéletről a CSKP vezetősége dönt.)[6]
- november 20. – Varsóban megnyílik a Katolikus Teológiai Akadémia.[3]
- december 1. – Rákosi Mátyás a Politikai Bizottság ülésén – a szovjet vezetés támogatásának tudtával – ismét támadást indít Nagy Imre ellen. (A belpolitikai bizonytalanságért a miniszterelnököt teszi felelőssé.)[5]
- december 2. – Az amerikai szenátus megfeddi Joseph R. McCarthy szenátort, ezzel lassan véget ér a McCarthy korszak.
- december 5. – Lengyelországban megtartják a népitanácsi választásokat.[3]
- december 7. – Lengyelországban megszüntetik az állambiztonsági minisztériumot. (Az államtanács rendelettel létrehozza a belügyminisztériumot és a közbiztonsági bizottságot.)[3]
- december 23. – India és Jugoszlávia államfője közös közleményben hangsúlyozza egy katonai szövetségi rendszerektől független politikai mozgalom szükségességét.[2]

Határozatlan dátumú események
- június – Az Szovjetunió Kommunista Pártja Központi Bizottsága (SZKP KB) levelet intéz a JKSZ KB-hoz viszonyuk rendezésének szükségességéről.[2]

## Az év témái

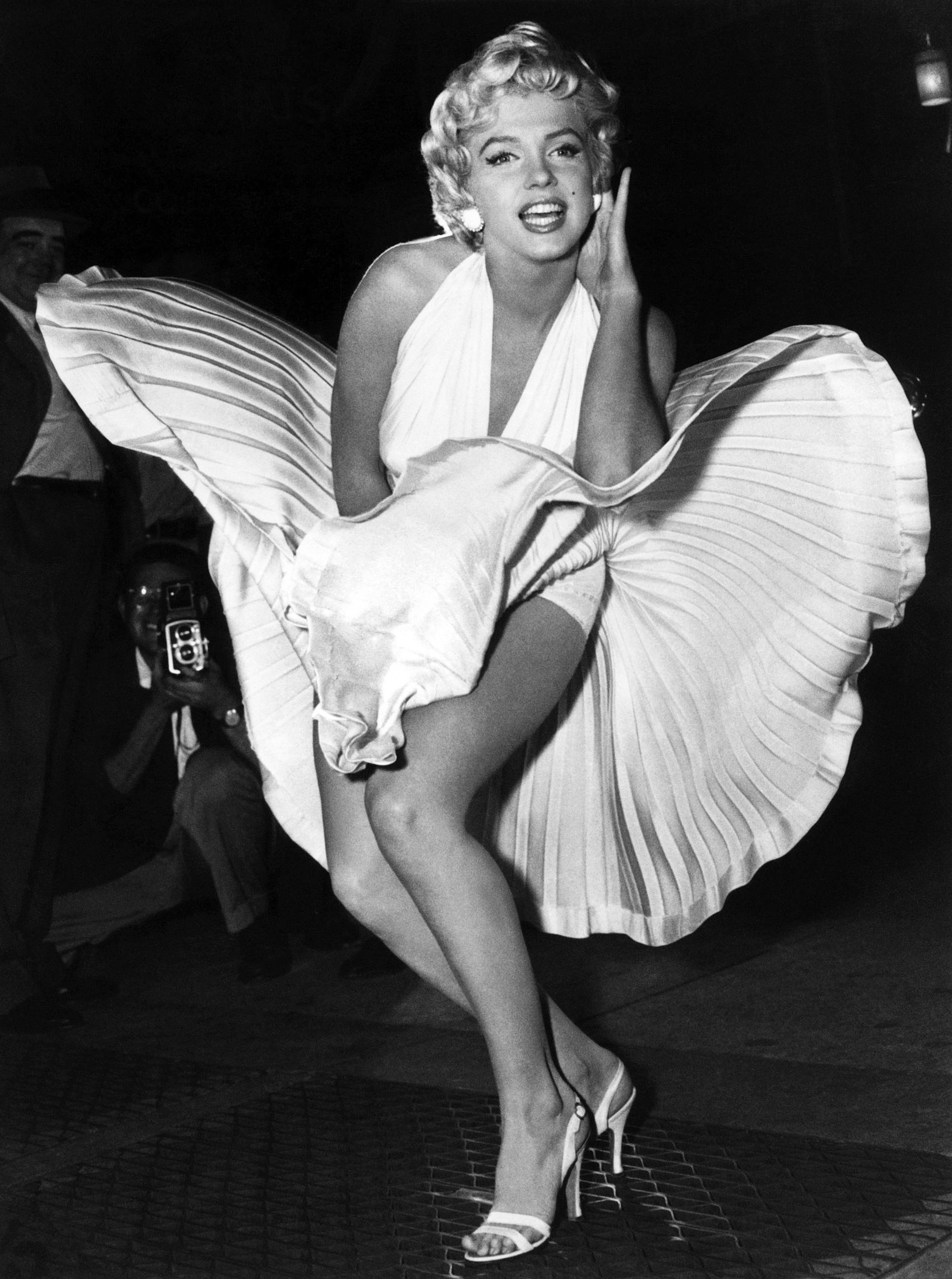
Marilyn Monroe egy New York-i utcasarkon 1954. szeptember 16-án a The Seven Year Itch című film forgatásán

### 1954 az irodalomban
- Juhász Ferenc A Tékozló ország, eposz
- J. R. R. Tolkien: A Gyűrűk Ura
- William Golding: A Legyek Ura
- Charles Lindbergh az Atlanti-óceán átrepüléséről írott, Spirit of St. Louis című könyvéért Pulitzer-díjat kap.[16]

### 1954 a sportban
- augusztus 28. – Rozsnyói Sándor akadályfutásban nyolc perc 49,6 másodperces idővel aranyérmet nyer a berni atlétikai Európa-bajnokságon. Ezzel ő a versenyszám első hivatalos világcsúcstartója.
- Öttusa-világbajnokság, Budapest
- Juan Manuel Fangio második elsősége az autóversenyzés királykategóriájában, a Formula–1-ben.
- július 4. Az 5. labdarúgó-világbajnokság döntőjében a magyar válogatott vereséget szenved (3:2) az NSZK csapatától.[4] A futballmeccs a berni csoda néven megy át a német köztudatba.
- A Bp. Honvéd SE nyeri az NB 1-et. Ez a klub negyedik bajnoki címe.

### 1954 a tudományban
- az év folyamán – Bostonban Joseph Murray és David Hume – egy ikerpár tagjai között – elsőként hajtanak végre vesetranszplantációt. (A donor 2010-ben halt meg 79 évesen, testvére nyolc évvel élte túl a műtétet.)[17]

### 1954 a zenében
- Megjelenik minden idők legsikeresebb elektromos gitárja, a Fender Stratocaster
- Elvis Presley a Sun stúdióban, Memphisben lemezre veszi először a That’s all right mama című számot
- május 20. Megjelenik a rockzene történelmének egyik leghíresebb és legfontosabb dala, Bill Haley Rock Around the Clockja. A dalnak már a címe is szállóige lesz.
- Frank Sinatra: Songs for Young Lovers / Swing Easy!

## Születések

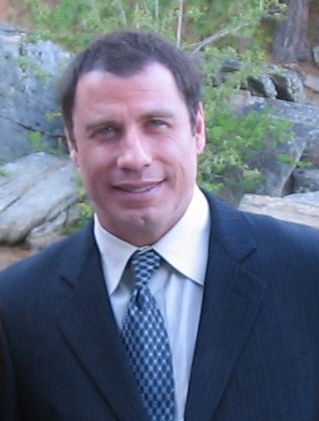
John Travolta

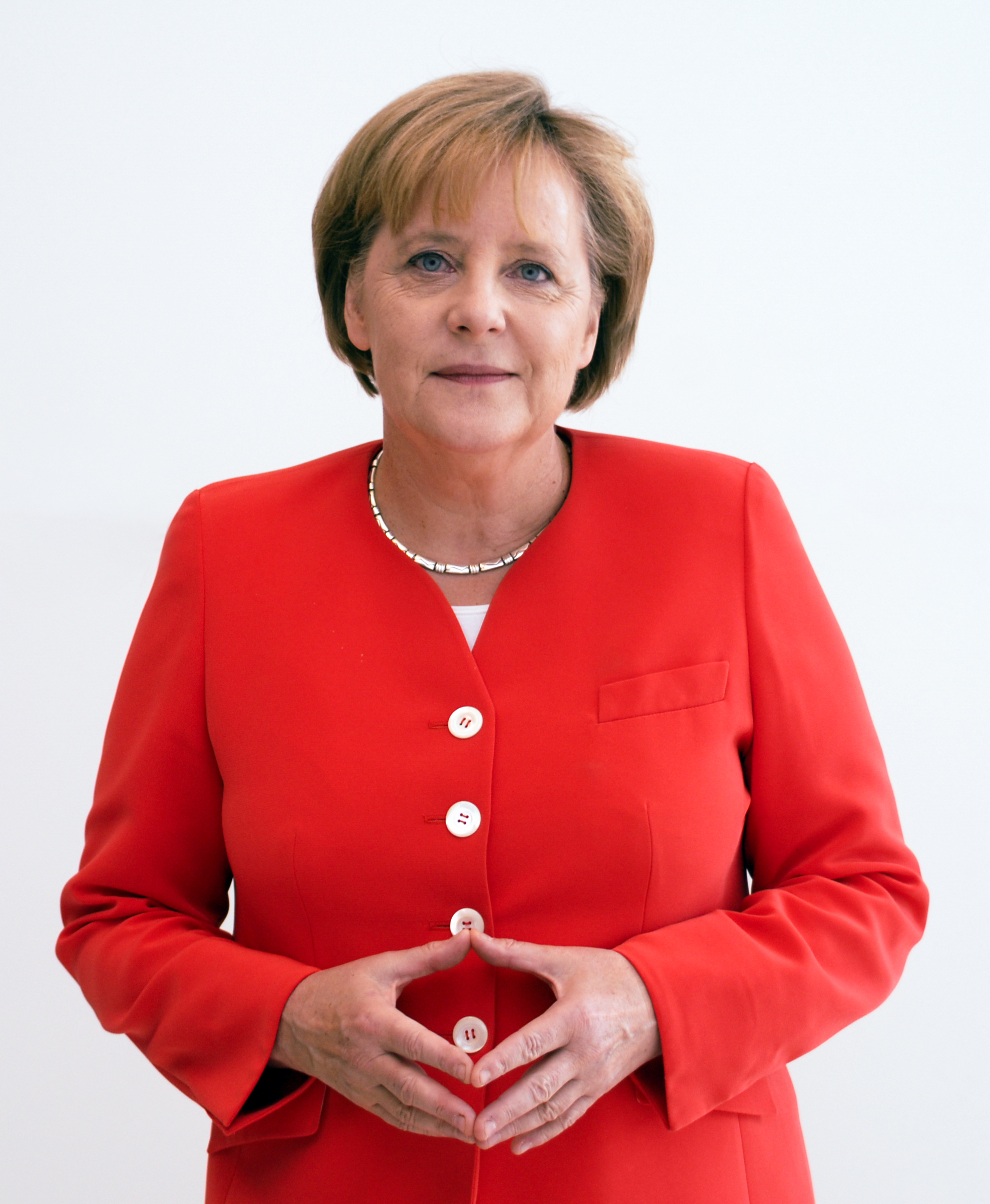
Angela Merkel

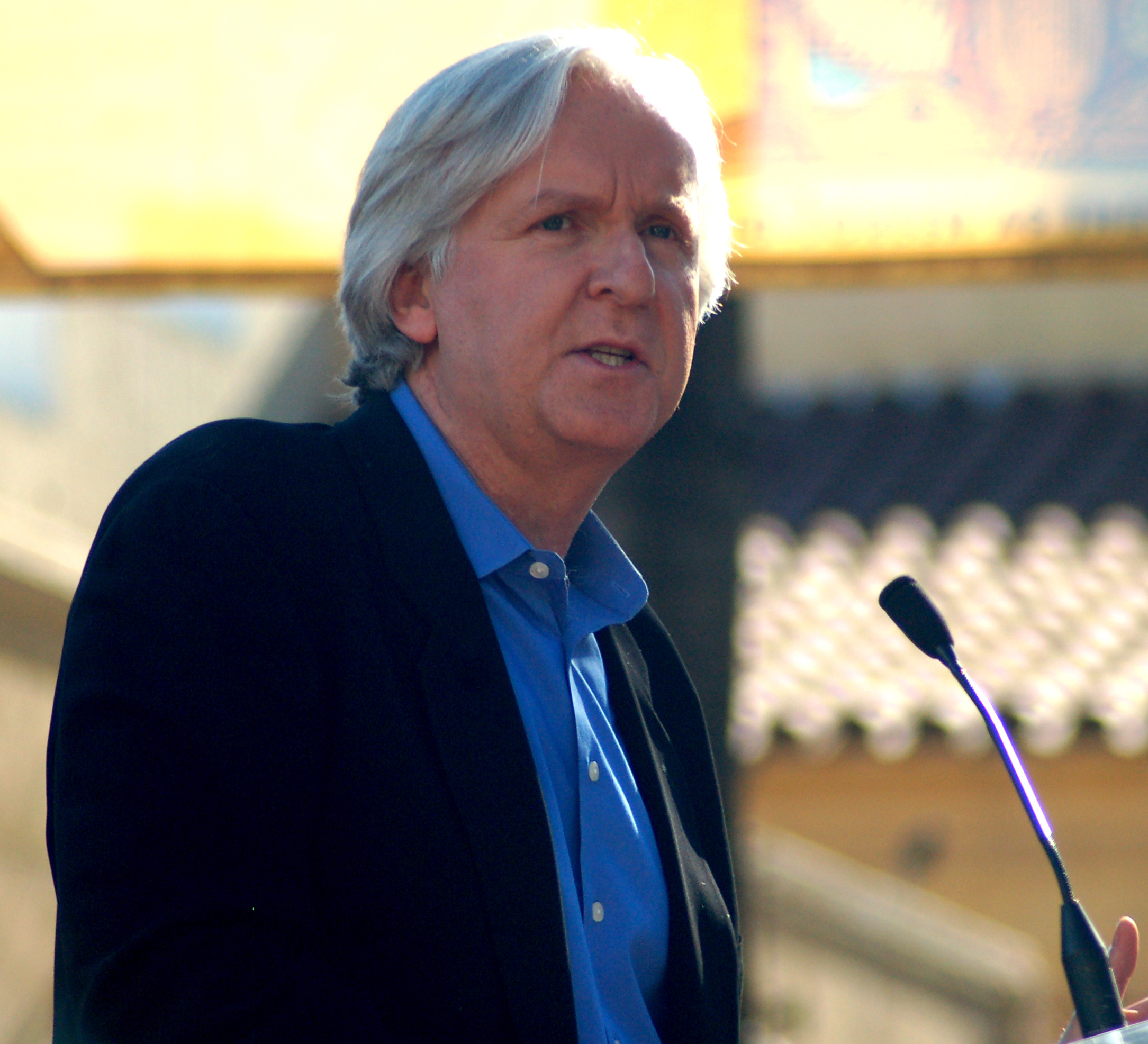
James Cameron

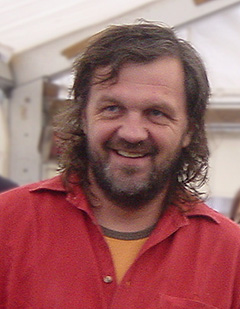
Emir Kusturica

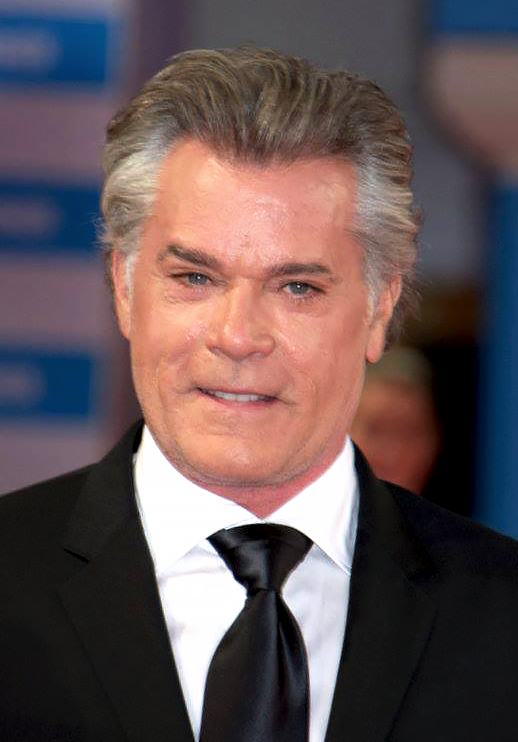
Ray Liotta

- január 5. – Krasznahorkai László Kossuth-díjas magyar író
- január 15. – Balázs F. Attila költő, prózaíró, műfordító, szerkesztő, lap- és könyvkiadó
- február 7. – Dieter Bohlen német zenész, producer
- február 17.
  - Eperjes Károly Kossuth-díjas magyar színművész
  - Rene Russo amerikai színésznő
- február 18. – John Travolta amerikai színész
- február 23.
  - Gerendás György olimpiai bajnok magyar vízilabdázó
  - Viktor Andrijovics Juscsenko, Ukrajna elnöke
- március 10. – Tina Charles brit popénekesnő
- március 16. – Csemiczky Miklós magyar zeneszerző
- március 18. – Józsa Imre Jászai Mari-díjas magyar színművész († 2016)
- április 3. – Serei Zsolt magyar zeneszerző, karmester
- április 7. – Jackie Chan amerikai-hongkongi színész
- április 9. – Dennis Quaid amerikai színész
- április 23. – Michael Moore Oscar-díjas amerikai rendező
- április 30. – Bánfalvy Ágnes magyar színésznő
- május 4. – Géczi János magyar író, költő
- május 9. – Nagy Géza magyar festőművész és grafikus
- május 13. – Johnny Logan ír énekes
- május 15. – Gyarmati Andrea magyar úszó, orvos
- május 19. – Phil Rudd, az AC/DC együttes dobosa
- május 21. – Füredi Zoltán magyar matematikus
- június 7. – Balázs Kovács Sándor néprajzkutató muzeológus, történész
- június 13. – Ngozi Okonjo-Iweala nigériai közgazdász, politikus, a Kereskedelmi Világszervezet főigazgatója
- június 14.
  - Kemény Dénes vízilabdázó, edző
  - Will Patton amerikai színész
- június 26. – Bokros Lajos közgazdász, politikus, a Horn-kormány második pénzügyminisztere
- június 28. – Schwimmer János operaénekes (Győri Nemzeti Színház)
- július 1. – Horkai György olimpiai bajnok vízilabdázó
- július 8. – Zele Gábor labdarúgó († 2021)
- július 10. – Neil Francis Tennant énekes, a Pet Shop Boys frontembere
- július 15. – Dee D. Jackson brit popénekesnő
- július 17. – Angela Merkel német kancellárnő
- július 18. – Hollós Máté magyar zeneszerző
- július 30. – Novák Emil magyar operatőr, rendező
- augusztus 4. – Udvaros Dorottya Kossuth-díjas magyar színésznő, a nemzet színésze
- augusztus 10. – L. Menyhért László magyar művészettörténész
- augusztus 12. – Dávid Ibolya ügyvéd, politikus, az MDF elnöke
- augusztus 16. – James Cameron amerikai filmrendező
- augusztus 19. – Mihályi Győző Jászai Mari-díjas magyar színész, érdemes művész († 2024)
- augusztus 27. – Török János magyar ökológus, ornitológus, Petényi Salamon János-emlékérmes egyetemi tanár
- szeptember 19. – Nagy Attila költő, orvos, szakíró
- szeptember 21. – Abe Sinzó japán politikus, miniszterelnök († 2022)
- szeptember 25. – Pesthy Mónika egyetemi tanár, vallástudós, az ókeresztény és az apokrif iratok kutatója, az ógörög, a szír és az etióp nyelv szakértője
- október 2. – Lorraine Bracco amerikai színésznő
- október 3. – Soós András, zeneszerző, karnagy, karmester
- október 6. – Engler Péter magyar geodéta és építőmérnök
- október 8. – Michael Dudikoff, amerikai színész
- október 11. – Vojislav Šešelj szerb szélsőségesen nacionalista politikus
- november 14. – Condoleezza Rice amerikai politikus
- november 19. – Vantara Gyula magyar mérnök, politikus, 2006 óta Békéscsaba polgármestere
- november 24.
  - Emir Kusturica boszniai szerb filmrendező, forgatókönyvíró
  - Eörsi Mátyás magyar politikus, ügyvéd, az SZDSZ egyik alapító tagja
- november 27. - Bácskai János magyar színművész
- december 12. – Izbéki Gábor magyar újságíró
- december 14. – Závada Pál író, szerkesztő, szociológus
- december 18. – Ray Liotta, amerikai színész († 2022)
- december 21. – Demeter Ervin magyar politikus, országgyűlési képviselő
- december 28. – Denzel Washington amerikai színész, rendező, producer

## Halálozások
- január 4. – Torma Imre festőművész (* 1893)
- február 8. – Jendrassik György, gépészmérnök (* 1898)
- február 12. – Dziga Vertov, szovjet filmrendező (* 1896)
- február 24. – Herczeg Ferenc, író, színműíró (* 1863)
- április 7. – Zachár Imre olimpiai ezüstérmes úszó, vízilabdázó (* 1890)
- április 10. – Auguste Lumière francia kémikus, a filmművészet és a filmgyártás úttörője (* 1862)
- május 5. – Biró Zoltán magyar erdőmérnök, miniszteri tanácsos, felsőházi tag (* 1874)
- május 14. – Heinz Guderian, a Blitzkrieg taktika fő teoretikusa a II. világháborúban (* 1888)
- május 18. – Lénárt János magyar ügyvéd, hódmezővásárhelyi városi politikus, országgyűlési képviselő (* 1883)
- május 19. – B. Ványi Gábor magyar gazdálkodó, országgyűlési képviselő (* 1883)
- május 25. – Robert Capa magyar származású fotográfus (* 1913)
- június 21. – Gideon Sundbäck svéd-amerikai mérnök, a cipzár fejlesztője (* 1880)
- július 13. – Frida Kahlo, egyéni hangú mexikói festőművész, közéleti szereplő, a 20. századi Mexikó emblematikus alakja (* 1907)
- július 27. – Sebestény Gyula, Kossuth-díjas tüdősebész (* 1887)
- augusztus 28. – Kolosváry Bálint, jogász, egyetemi tanár (* 1875)
- augusztus 31. – Bárczay Ferenc magyar földbirtokos, huszárhadnagy, országgyűlési képviselő (* 1874)
- október 25. – Rápolthy Lajos, szobrász és éremművész (* 1880)
- október 26. – Joachim József, festőművész, szobrász (* 1897)
- október 28. – Nagy Lajos, író, publicista (* 1883)
- november 3. – Henri Matisse, francia festő (* 1869)
- november 4. – Pacha Ágoston, temesvári püspök (* 1870)
- november 7. – Haller Frigyes, fotóművész (* 1898)
- november 22. – Andrej Januarjevics Visinszkij, szovjet jogász, politikus (* 1883)
- november 28. – Enrico Fermi, olasz fizikus, aki a béta-bomlással kapcsolatos munkája, az első nukleáris reaktor kifejlesztése, és a kvantumelmélet fejlesztése kapcsán ismert (* 1901)
- november 30. – Wilhelm Furtwängler, német karmester (* 1886)
- december 23. – Ferenczy Valér, festő, grafikus (* 1885)
- december 30. – Habsburg–Tescheni Jenő főherceg (* 1863)

## Nobel-díjasok
- A Nobel-díjat a svéd Alfred Nobel alapította, 1901 óta adják át, melyet a Svéd Királyi Tudományos Akadémia ítél oda a tudomány, az irodalom és humanitárius területen kimagasló eredményt elért magánszemélyeknek, illetve intézményeknek.

| Fizikai            | Max Born, Walther Bothe                                                        |
| Kémiai             | Linus Carl Pauling                                                             |
| Orvosi-fiziológiai | John Franklin Enders, Thomas Huckle Weller, Frederick Chapman Robbins          |
| Irodalmi           | Ernest Miller Hemingway                                                        |
| Béke               | ENSZ Menekültügyi Főbiztossága (United Nations High Commissioner for Refugees) |